# Eilhard Mitscherlich
Pour les articles homonymes, voir Mitscherlich.
Eilhard Mitscherlich (* 7 janvier 1794 à Neuende, aujourd'hui un faubourg de Wilhelmshaven ; † 28 août 1863 à Berlin) est un chimiste et un minéralogiste allemand renommé.

## Biographie
Eilhard Mitscherlich est né le 7 janvier 1794 dans le deuxième presbytère du Totenweg, dans la paroisse de Neuende qui faisait alors partie de la seigneurie de Jever. Il est baptisé le 12 janvier 1794 à l'église Saint-Jacques de Neuende (de). De 1800 à 1803/1804, Mitscherlich étudie à l'école de paroisse à classe unique de son village natal de Neuende, la commune de son père de 1790 à 1826. Après l'obtention de son doctorat à l'université de Göttingen, il est nommé professeur à Berlin en 1822. Il effectue des recherches sur les composés à base de phosphore et d'arsenic et sur les dérivés du benzène. En 1833, il produit du benzène par distillation de l'acide benzoïque (composant de la gomme benjoin) et de la Chaux. Au cours de ses travaux, il découvre l'acide permanganique, l'acide sélénique, l'acide benzènesulfonique et le nitrobenzène.
En 1819, Mitscherlich découvre la loi de l'isomorphisme. Il découvre également le polymorphisme.

## Famille

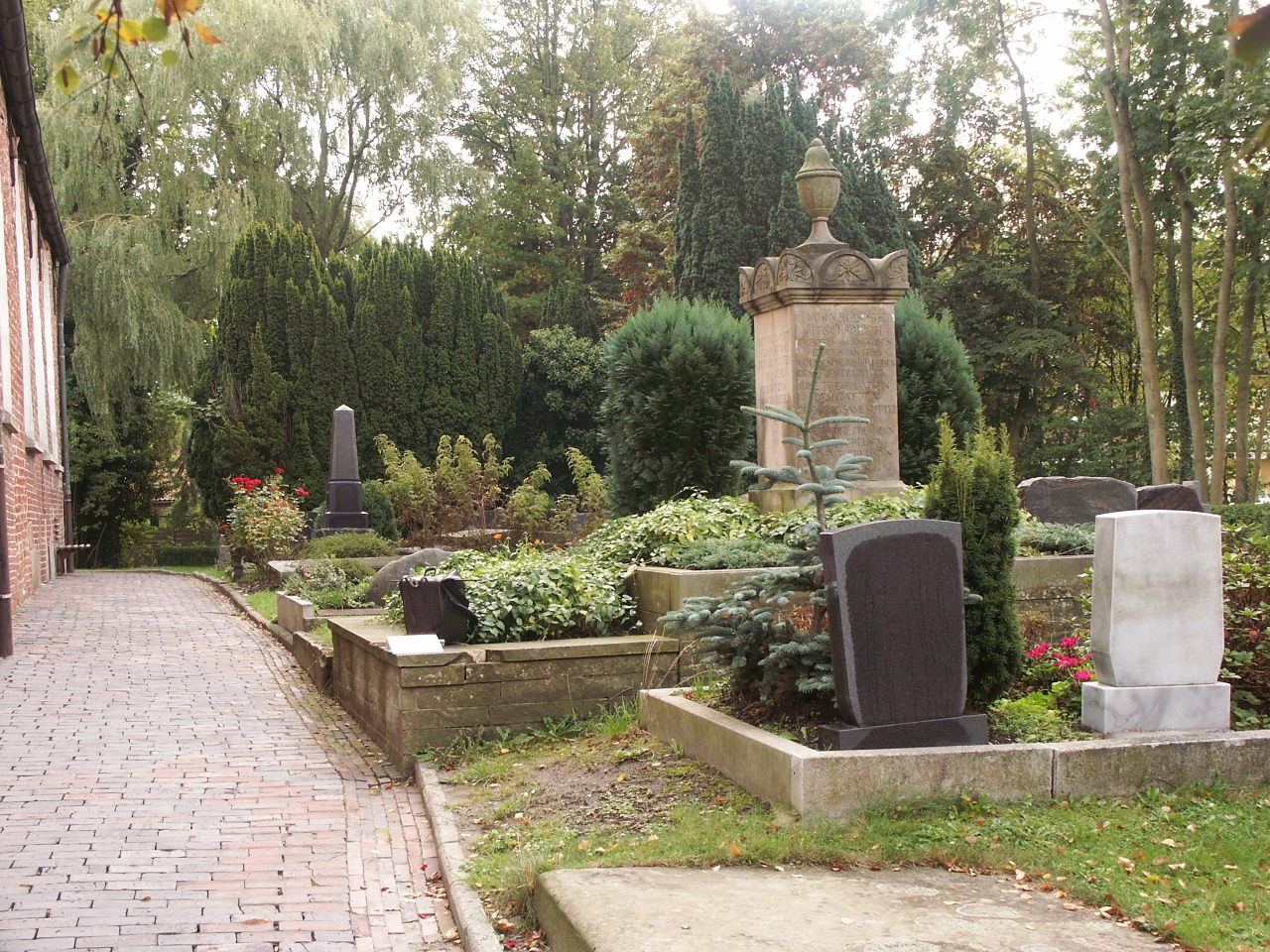
Tombe familiale Mitscherlich à Wilhelmshaven-Neuende

Son frère cadet est le pharmacologue Karl Gustav Mitscherlich (de). Eilhard Mitscherlich est marié à Laura, née Meier (1803-1881), fille du commerçant de Königsberg Karl Gotthard Meier (1754-1812), et est par elle apparenté à Karl Friedrich Friccius (de). Ils sont les parents de Gustav Alfred Mitscherlich (professeur de chirurgie) et Alexander Mitscherlich (de) (professeur de chimie) et donc l'arrière-grand-père du psychanalyste Alexander Mitscherlich ainsi que le grand-père de Eilhard Alfred Mitscherlich (pédologue). Sa fille Clara Mitscherlich épouse Gustav Heinrich Wiedemann (professeur de physique). Sa fille Agnes Mitscherlich épouse Karl David Wilhelm Busch (de) (professeur de médecine). Ses arrière-petits-enfants sont le scientifique forestier Gerhard Mitscherlich (de) et le médecin vétérinaire Eilhard Mitscherlich (de).

## Honneurs
- Zambonini et Carobbi lui ont dédié une espèce minérale la mitscherlichite.